# Samantapasadika
Samantapāsādikā és una col·lecció de comentaris pali sobre el Theravada Tipitaka Vinaya. És una traducció dels comentaris en sinhala al pali fets per Buddhaghosa en el segle v. Molts dels versos utilitzats al Samantapāsādikā provenen del més antic Dípavamsa.
Samantapasadika està format per dues paraules, samanta i pasadika. Aquí "amanta" indica quatre direccions i 'pasadika' significa refredar.